# Romanzi del Cigno
Romanzi del Cigno è stata una serie di romanzi e fumetti pubblicati in Italia all'interno della Collana del Cigno negli anni trenta.

## Storia editoriale
La Collana del Cigno fu una serie di oltre 200 romanzi che venne pubblicata dal 1934 dall'Editoriale Antenore e, dal 1935, ripresa dalla Casa Editrice Nicolli, entrambe di Mario Conte; questa collana conteneva essenzialmente due serie, quella principale, detta dei Romanzi del Cigno, e quella nota come Grandi Films alle quali si aggiunse poi la breve serie Films Gialli con Charlie Chan; la collana pubblicava in albi di piccolo formato soprattutto romanzi ispirati a film con in appendice rubriche e racconti. Nel 1935 la collana si interruppe per essere ripresa l'anno successivo con una nuova serie simile, Romanzi del Cigno.
La nuova serie venne edita fino dalla Casa Editrice Nicolli fino al 1938 pubblicando inizialmente romanzi di autori italiani minori. Nel 1938 venne iniziata una nuova serie rinnovata che continuò la numerazione della precedente ma fu di breve durata concludendosi a dicembre 1938 dopo 128 numeri pubblicati. A questo punto esordì una nuova serie diversa per contenuti e formato, incentrata su storie a fumetti inizialmente umoristici e poi di genere avventuroso come le serie L'arciere nero, scritta da Cesare Solini e disegnata da Nadir Quinto, Tempesta, di Nicola Salerno e Petillo e Diavolo nero, G. Monisi, Nicola Salerno e Giuseppe Perego; la serie a fumetti venne edita fino al 1939 quando riprese da capo la numerazione per pubblicare nuovamente romanzi rosa prima e gialli fino alla conclusione nel 1940 dopo 153 numeri.